# Ecsenius
Ecsenius är ett släkte av fiskar. Ecsenius ingår i familjen Blenniidae.

## Dottertaxa tillEcsenius, i alfabetisk ordning[1]
- Ecsenius aequalis
- Ecsenius alleni
- Ecsenius aroni
- Ecsenius australianus
- Ecsenius axelrodi
- Ecsenius bandanus
- Ecsenius bathi
- Ecsenius bicolor
- Ecsenius bimaculatus
- Ecsenius caeruliventris
- Ecsenius collettei
- Ecsenius dentex
- Ecsenius dilemma
- Ecsenius fijiensis
- Ecsenius fourmanoiri
- Ecsenius frontalis
- Ecsenius gravieri
- Ecsenius isos
- Ecsenius kurti
- Ecsenius lineatus
- Ecsenius lividanalis
- Ecsenius lubbocki
- Ecsenius mandibularis
- Ecsenius melarchus
- Ecsenius midas
- Ecsenius minutus
- Ecsenius monoculus
- Ecsenius nalolo
- Ecsenius namiyei
- Ecsenius niue
- Ecsenius oculatus
- Ecsenius oculus
- Ecsenius ops
- Ecsenius opsifrontalis
- Ecsenius pardus
- Ecsenius paroculus
- Ecsenius pictus
- Ecsenius polystictus
- Ecsenius portenoyi
- Ecsenius prooculis
- Ecsenius pulcher
- Ecsenius randalli
- Ecsenius schroederi
- Ecsenius sellifer
- Ecsenius shirleyae
- Ecsenius stictus
- Ecsenius stigmatura
- Ecsenius taeniatus
- Ecsenius tessera
- Ecsenius tigris
- Ecsenius tricolor
- Ecsenius trilineatus
- Ecsenius yaeyamaensis